# 長浜みつり
長浜 みつり（ながはま みつり、2002年6月1日  - ）は、日本のAV女優。神奈川県出身。ティーパワーズ所属。

## 経歴
服飾系の学校に通い下着のデザインに興味がわいたことから、下着を扱う会社に入社し、18歳から下着の販売員として働いていたのち、ティーパワーズに所属し、2024年1月9日にアイデアポケット専属女優としてデビュー。
予約段階の2023年12月11日～12月17日の集計期間で FANZA 通販フロア週間AVランキングにおいて『FIRST IMPRESSION 166 輝美 SHINE BEAUTY 長浜みつり』がDVDで5位、Blu-rayが1位を獲得した 。
『月刊FANZA』2024年3月号で雑誌初表紙を飾る
2024年2月5日～2月11日の集計期間でFANZA動画フロア週間AVランキングにおいて『 アクメが覚醒する初体験4本番 』が6位にランクインした。更にFANZA通販フロアランキング において『キレイなお姉さんと交わすヨダレだらだらツバだくだく濃厚な接吻とセックス 長浜みつり』のBlu-rayが6位にランクイン。
2月のFANZA女優別ランキングにおいて3位、作品別ランキングで『アクメが覚醒する初体験4本番 長浜みつり』のBlu-rayが2位、DVDが4位を獲得し、『FIRST IMPRESSION 166 輝美 SHINE BEAUTY 長浜みつり』のDVDが10位を獲得した｡
2024年3月4日～3月10日の集計期間でFANZA通販フロアランキング 週間AVランキングにおいて『眠っている性を無理やり呼び起こす超イキ覚醒性交 長浜みつり』が5位にランクイン。3月11日週FANZA通販フロアランキングにおいて同作が1位に上昇した。
『週刊ポスト』2024年3月29日号の袋とじでグラビアを掲載。
2024年3月25日に初のデジタル写真集『好きぴとの秘めごと』を発売。
2024年3月18日～3月24日の集計期間でFANZA通販フロアランキング 週間AVランキングにおいて『ALL NUDE 長浜みつり(ブルーレイディスク)』が1位を獲得 。3月25日〜3月31日の集計においても9位を獲得。FANZA通販フロア・2024年3月期女優ランキング4位。
2024年4月1日～4月7日の集計期間でFANZA通販フロアランキング 週間AVランキングにおいて『「初泡姫チャレンジします」 即尺即ハメ！！ はじける天然Gカップ美巨乳 癒し系ソープ嬢 長浜みつり』が5位を獲得 。4月8日〜14日においても6位を獲得｡
2024年4月22日～4月28日の集計期間でFANZAレンタルフロア週間AVランキングにおいて同年1月発売の『 FIRST IMPRESSION 166 輝美 SHINE BEAUTY 長浜みつり』が1位にランクアップした｡4月29日〜5月5日のランキングにおいても1位を獲得｡4月22日～4月28日のFANZA動画フロア週間AVランキングにおいて同年2月発売の『 アクメが覚醒する初体験4本番 』が10位にランクアップした｡
2024年4月1日〜4月30日のFANZA単体作品月間ランキングにおいて『アクメが覚醒する初体験4本番 』 が7位を獲得した。FANZA通販フロア2024年4月度月間AV女優ランキング9位ランクイン。
週刊プレイボーイ 2024年5月6日号の『今後のAV界を担う10人の逸材!!新人ネクストブレイクAV女優』の1人に選ばれる｡
2024年5月6日の週でFANZAレンタルフロア週間AVランキングにおいてデビュー作の『FIRST IMPRESSION 166 輝美 SHINE BEAUTY 長浜みつり』が再び1位にランクアップ 。同週のFANZA動画フロア週間AVランキングにおいてもデビュー作が再び1位を獲得 。同週のFANZA通販フロア週間AVランキングで『俺のことが昔から大好きな幼馴染に1ヶ月の禁欲をさせて彼女不在中にハメまくった甘くも切ない3日間 長浜みつり』が7位を獲得。5月13日週においても7位をキープ。FANZA通販フロア2024年5月度月間AV女優ランキングにおいて、7位にランクイン。
2024年5月14日から6月21日まで開催の『IDEAPOCKETキャンペーン2024』のキャンペーンガールに桃乃木かな、桜空もも、楓カレン、希島あいり、西宮ゆめ、明里つむぎ、古川ほのか、梓ヒカリ、さくらわかなと共に選出。これが初のキャンペーンガール就任となる。また6月2日には初の写真集『Honey』の発売記念イベントを東京・秋葉原の書泉ブックタワーで開催した。
6月3日週FANZA通販フロアランキングで『めちゃくちゃ柔らかい おっぱいナースの最高に気持ちいい むにゅむにゅパイズリ 長浜みつり』が初登場6位。
週刊FLASH2024年7月2日号の袋とじページにグラビアとインタビューが掲載。
2024年6月10日週FANZA通販フロア週間AVランキングにおいて『めちゃくちゃ柔らかい おっぱいナースの最高に気持ちいい むにゅむにゅパイズリ 長浜みつり』が6位にランクイン 。FANZA通販フロア2024年6月度女優ランキングでは9位となる。
2024年7月1日～7月7日の集計期間でFANZA通販フロアランキング 週間AVランキングにおいて『出張先が記録的豪雨で先輩上司と突然相部屋に…雨で濡れた身体に興奮した上司に襲われ朝まで9発のびしょ濡れ絶倫性交 長浜みつり』が5位を獲得 。7月8日〜14日においても6位を獲得。
2024年7月8日～7月14日の集計期間でFANZA動画フロア 週間AVランキングにおいて『遂に解禁! 初VR! 太陽みたいなお姉さんと最高すぎるイチャラブSEXを超リアル体感! 2SEX! 4射精! たっぷり130分! 長浜みつり』が8位を獲得 。
週刊アサヒ芸能 7月18･25日合併特大号の袋とじページにグラビアが掲載。
6月のFANZA女優別ランキングにおいて7位、作品別ランキングで『俺のことが昔から大好きな幼馴染に1ヶ月の禁欲をさせて彼女不在中にハメまくった甘くも切ない3日間 長浜みつり』が7位を、更にジャンル別ランキング同棲編では1位を獲得した。集英社『週刊プレイボーイ』では同作が、2024年のアイデアポケットで一番売れた作品であったと報道した。
同年8月5日週FANZA通販フロアランキングで『向かいの部屋のめちゃシコ巨乳グラビアアイドル ぷりんぷりんのオッパイとモロ見え水着で見せつけ誘惑！スケベ過ぎる腰使いに何度も射精しちゃったボク 長浜みつり』 が初登場4位を記録。
S1 NO.1 STYLE（エスワン）・MOODYZ（ムーディーズ）・アイデアポケット・kawaii*の4メーカーが2024年8月9日から8月11日の期間、『TRE台北国際成人展 2024』に設けた共同ブースで開催するファンとの交流イベントへの参加専属女優（計8名）の1人に選出。
9月2日週FANZA通販フロアランキングにてイメージビデオ『オトナの週末 長浜みつり』（FAIR & WAY）が初登場3位。
同年9月15日、台湾・JKFが共催のもと、日本初のセクシー女優のみで行うプール撮影会『TREND GIRLS 撮影会 2024』に参加し、シンプルな白水着が話題となる。この日はTREND GIRLSファッションショーに参加し、学生服スタイルでランウェイも歩いた。
『月刊FANZA』2024年12月号でこの年2度目の表紙の掲載。AVライターの東風克智は「リリースした作品がすべてヒット」、「相沢みなみちゃん引退後のアイポケの新しいエースとして期待」と論じた。
2025年3月、FANZAのキャンペーン企画『春のパンツまつり2025』のキャンペーンガールに伊藤舞雪、三田真鈴と共に就任。同年4月度FANZA通販フロア女優ランキング10位。
同年4月13日、2nd写真集『Long Vacation』（ジーオーティー）の発売記念イベントを東京・神田神保町にある書泉グランデで開催した。5月には埼玉県・しらこばと水上公園で行われた『TREND GIRLS撮影会2025』に参加。ビキニ姿が「SEXY・MAX」と報道された。
同年5月5日週FANZA通販フロアランキングにて、出演作『日本よ、これがアイポケだー。 BEAUTY VENUS THE HARLEM もう絶対に揃わない夢の究極共演!! 痴女プレイ全10コーナー330分!』が初登場2位を記録。
同年5月16日より開催のキャンペーン企画『アイポケキャンペーン2025』のキャンペーンガールに桃乃木かな、桜空もも、古川ほのか、明里つむぎと共に選出された。同年6月23日週 FANZA通販フロアランキングにて『BEAUTY VENUS THE HARLEM』が初登場3位ランクイン。FANZA通販フロア2025年6月度AV女優ランキング7位。
同年6月30日週FANZA通販フロアランキングにて、イメージビデオ『＃彼女とエッチなうに使っていいよ』（FAIR & WAY）が初登場4位となる。

## 人物
- 趣味はショッピングと音楽鑑賞と泳ぐこと[59]。休日はアニメやドラマを見ることが多い[60]。特技は体が柔らかいこと[60]。洋服は『SNIDEL（スナイデル）』、音楽はK-POP[59]、アニメは少年ジャンプ系の作品などを好む[4]。
- 小学校6年間は水泳を、中学3年間はバレーボールをやっていた[61]。水泳はクロールとバタフライが得意でかなり泳げる[59] 。
- 初めての彼氏はバスケットボール部の同級生。初体験は中学2年生だが、高校の時に付き合っていた2人目の彼氏で気持ちよさを知った[62]。
- チャームポイントは笑顔[60]。女友達の中ではツッコミを入れるタイプ[4]で、周りからは明るくて優しいと言ってもらえる[60]。その一方で落ち込み易い一面も持ち合わせており、人から言われた一言や自分が人に言ってしまった一言が後々になって気になってしまい反省してしまうこともある。長浜は自身の性格について、他人には見せないが二面性のあるタイプであると自己分析している[63]。
- 自分のパーソナルスペースに急に踏み込まれるのが苦手なため、人との距離感の取り方が上手い人にすごく好感が持てるという。また、相手から追いかけられるよりも相手を追いかけたいタイプで、「あの人のこと知りたい」と自ら思えた時の方が心を開きやすい[63]。
- 他人と過ごす時間と一人で過ごす時間のバランスが取れていないとストレスを感じるタイプ[63]で、社会人として働いていた頃には、気付かぬうちに溜まっていたストレスでパンク状態になってしまったことが何度かあった。それ以来、ストレスでパンクしそうになった時は、仲の良い友人に話を聞いてもらって、全て吐き出すようにしている[64]。
- 好きな男性のタイプは、私を優先してくれる優しい性格で尊敬できる人。見た目や年齢はあまり気にせず、好きな人なら何歳でも大丈夫[59][62]。また「なにとは言いませんが大きい人」とも答えている[34]。好きになった人には自分からアタックする「自ら恋をしにいくタイプ」だが、自分の好みと異なる異性からの好意には鈍感で、友人から指摘されて気付くことも多い[64]。また優しくされると「自分のことを一番に考えてくれる人かも」と感じてすぐに好きになってしまうところがあると明かしている[64]。
- 下着販売の経験から自分のおっぱいを客観的に見て『形は悪くない…… むしろイイと思う』と答えている[61]。
- バイブのような膣内に挿れるタイプの玩具は異物感を感じるため苦手で、「ナカ（膣内）は人間用、外（クリ）は機械用」と語っている[5]。
- AVライターのくろがね阿礼は「エッチなことにはアクティブ & ポジティブで、健康的な小麦色の肌が男心をソソる」、同じくAVライターのさおりは「美人なのにSEXは貪欲で、男の人の性感帯を的確にとらえている」と論評している[25]。
- 犬を飼っており、犬種はマルプー（マルチーズとプードルのミックス）のオスで、名前はラテ。休日は家でアニメを観たり、ゲームをしたりして過ごしていることが多いが、ラテと暮らすようになってから、愛犬と散歩に行ったり、愛犬家の友人とドックランやカフェに行くようになった[65]。

## 作品
◎はBD版発売作品。

### アダルトDVD / BD
- FIRST IMPRESSION 166 輝美 SHINE BEAUTY 長浜みつり（1月9日、アイデアポケット）◎
- アクメが覚醒する初体験4本番 長浜みつり（2月13日、アイデアポケット）◎
- キレイなお姉さんと交わすヨダレだらだらツバだくだく濃厚な接吻とセックス 長浜みつり（3月13日、アイデアポケット）◎
- 眠っている性を無理やり呼び起こす超イキ覚醒性交 長浜みつり（4月9日、アイデアポケット）[25]
- 「初泡姫チャレンジします」 即尺即ハメ!! はじける天然Gカップ美巨乳 癒し系ソープ嬢 長浜みつり（5月14日、アイデアポケット）[66]
- 俺のことが昔から大好きな幼馴染に1ヶ月の禁欲をさせて彼女不在中にハメまくった甘くも切ない3日間 長浜みつり（6月11日、アイデアポケット）[67]
- めちゃくちゃ柔らかい おっぱいナースの最高に気持ちいい むにゅむにゅパイズリ 長浜みつり（7月9日、アイデアポケット）
- 出張先が記録的豪雨で先輩上司と突然相部屋に… 雨で濡れた身体に興奮した上司に襲われ朝まで9発のびしょ濡れ絶倫性交 長浜みつり（8月13日、アイデアポケット）
- 向かいの部屋のめちゃシコ巨乳グラビアアイドル ぷりんぷりんのオッパイとモロ見え水着で見せつけ誘惑! スケベ過ぎる腰使いに何度も射精しちゃったボク 長浜みつり（9月10日、アイデアポケット）[68][69]
- Gカップの巨乳谷間がハンパないメンズエステ嬢にからかい誘惑されガチガチ勃起! さらに裏オプ追加でエロボイスを囁かれながら合計10連射!! 長浜みつり（10月9日、アイデアポケット）
- 可愛いくてエロい後輩OLをホテルへお持ち帰りしたら… 度を越えた≪絶倫女≫で返り討ちにあった。 今時の若手女子社員はお盛ん 怒涛の10発!! 長浜みつり（11月12日、アイデアポケット）
- 彼女のお姉ちゃんのぷるるんオッパイとむっちりデカ尻ともの凄い杭打ち騎乗位に何度も射精させられたボク（汗） 長浜みつり（12月11日、アイデアポケット）◎ [70]

- ノーブラ浮き乳首を無意識アピールしてくる巨乳お姉さんの天然スケベ誘惑SEX ボクをダメにするGcup神乳を全力揉みまくり 長浜みつり(1月14日、アイデアポケット) ◎
- 令和スキャンダル!!マッチングお持ち帰りされたIP女優プライベートいちゃハメ独占映像解禁。 盗撮＆ハメ撮り映像そのままAV発売！ラストは大乱交!? 長浜みつり（2月11日、アイデアポケット）◎
- 美人家庭教師みつり先生の接吻レクチャー個人レッスン 長浜みつり（3月11日、アイデアポケット）◎
- スク水マニア ザーメンマーキング イカれた変態教師の異常スク水愛に汚された女子○生 長浜みつり（4月8日、アイデアポケット）◎[71]
- NON STOP!! 性器ガクブル!! 何度も何度も無限アクメ!!! ノンストップ追撃性感開発 長浜みつり（5月13日、アイデアポケット）◎[72]
- 痴漢待ち ～背徳と羞恥の快感が忘れられない巨乳女子大生～ 長浜みつり（6月10日、アイデアポケット）◎
- 日本よ、これがアイポケだー。 BEAUTY VENUS THE HARLEM もう絶対に揃わない夢の究極共演!! 痴女プレイ全10コーナー330分! 桜空もも 長浜みつり 西宮ゆめ 古川ほのか さくらわかな 佐々木さき 愛才りあ 役野満里奈（6月10日、アイデアポケット）◎
- 長浜みつり初ベスト12タイトル12時間36本番SPECIAL（6月10日、アイデアポケット）◎ ※単体ベスト
- 死ぬほど大嫌いな上司と出張先の温泉旅館でまさかの相部屋に…醜い絶倫おやじに何度も何度もイカされてしまった私。 長浜みつり（7月8日、アイデアポケット）◎
- BEAUTY VENUS THE HARLEM -episode 2- 最高峰巨乳美女たちが国賓並みにおもてなしご奉仕してくれる超高級ハーレム風俗ハシゴツアー 長浜みつり 桜空もも 役野満里奈（7月29日、アイデアポケット）◎
- バイト先で傷心中の巨乳可愛い子に優しくしたらヤレちゃった話 長浜みつり（8月12日、アイデアポケット）◎

### アダルトVR
- 遂に解禁! 初VR! 太陽みたいなお姉さんと最高すぎるイチャラブSEXを超リアル体感! 2SEX! 4射精! たっぷり130分! 長浜みつり（7月12日、アイデアポケット）
- 発射無制限 即尺即ハメ 天然Gカップ美巨乳「長浜みつり」嬢の極上ソーププレイ超体感VR（11月29日、アイデアポケット）
- 超没入のプレイヤー臨場感型8K VR イッてもイッても終わらないアナタの無限ピストンで≪長浜みつり≫を限界まで大絶頂させる!!（12月27日、アイデアポケット）

- 8KVR ボクは寝てるだけでいいんですか!? 長浜みつりがゆっくりじっくり距離を詰めボクを優しくご奉仕SEX! 極・天井特化型エロ4シチュエーション!! 2SEX132分!!（3月28日、アイデアポケット）
- 8K高画質! 巨乳全開で猛アピールしてくる僕の彼女のノーブラお姉さん2SEX! 8射精! 長時間127分! 長浜みつり（5月23日、アイデアポケット）
- 長浜みつりの濃厚接吻と騎乗位で絞り尽くされる 痴女オナニーサポート 2SEX 8KVR（7月13日、アイデアポケット）

### アダルト配信限定
- 配信限定：ナチュポケ REC：長浜みつり ドMハメ撮り IP女優のありのまま解禁（2025年1月28日、アイデアポケット）

### イメージDVD / BD
- ALL NUDE 長浜みつり（2024年4月23日、Aircontrol）◎
- オトナの週末 長浜みつり （2024年10月9日、FAIR & WAY）◎
- Mitsuri Joyful Beat（2025年5月1日、REbecca）[73]
- ＃彼女とエッチなうに使っていいよ 長浜みつり（2025年8月12日、FAIR & WAY）

### 写真集
- 長浜みつり1st写真集「Honey」（2024年5月29日、ジーオーティー、撮影：富貴塚宏樹）ISBN 978-4-8236-0668-7
- 長浜みつり写真集『Long Vacation』（2025年3月25日、ジーオーティー、撮影：中山雅文）ISBN 978-4-8236-0837-7[52]

### デジタル写真集
- 週刊ポストデジタル写真集 長浜みつり 好きぴとの秘めごと（3月25日，小学館、撮影：LUCKMAN）[74]
- We are IdeaPocket! Special Photo Book 2024（5月17日、FANZA BEAUTY COLLECTION）※アイデアポケット専属女優10名の未公開画像を収録。FANZA限定配信。
- 週刊現代デジタル写真集 長浜みつり『ひみつのカンケイvol.1』プレミアムヌードシリーズ（7月26日、講談社、撮影：鈴木ゴータ）
- 週刊現代デジタル写真集 長浜みつり『ひみつのカンケイvol.2』プレミアムヌードシリーズ（7月26日、講談社、撮影：鈴木ゴータ）
- 週刊現代デジタル写真集 長浜みつり『ひみつのカンケイvol.3』プレミアムヌードシリーズ（7月26日、講談社、撮影：鈴木ゴータ）
- 長浜みつり ときめきサマーヌードvol.1（8月16日、徳間書店、撮影：高橋慶佑）
- 長浜みつり ときめきサマーヌードvol.2（8月16日、徳間書店、撮影：高橋慶佑）

- 春のパンツまつり2025 Photo Book（3月21日、FANZA BEAUTY COLLECTION、撮影：田村浩章）※「春のパンツまつり2025」キャンペーンガールによるオリジナルフォトブック。FANZA限定配信。
- 長浜みつり1st写真集『Honey』増ページ【デジタル特装版】（5月1日、ジーオーティー、撮影：冨貴塚宏樹）※紙書籍版を再編集し、未公開カットを追加した電子書籍限定版。
- 彼女について私が知っている二、三の事柄 長浜みつり（5月15日、a-list photo anthology、撮影：中山雅文）
- We are IdeaPocket! Special Photo Book 2025（5月16日、FANZA BEAUTY COLLECTION）※アイデアポケット専属女優5名によるオリジナルフォトブック。FANZA限定配信。

## 製品

### カレンダー
- 長浜みつり 2025年カレンダー（2024年11月2日、トライエックス）
- 卓上 長浜みつり 2025年カレンダー（2024年11月2日、トライエックス）

## 出演

### テレビ
- 月ともぐら（2024年3月22日 - 5月17日・8月30日 - 9月27日・11月29日 - 12月6日、テレビ東京)

### ラジオ
- ねむチキ（2025年1月5日・12日・7月20日・27日、TBSラジオ）

### WEB配信
- カチコチTV（2024年10月4日#196・10月11日#197、FANZA TV）

### 舞台
- 舞台版 月ともぐら 第2回　胸キュンコラボグランプリ（2024年10月25日、東京・草月ホール）-「小籠包親方」みつり 役[75]

### WEB掲載記事
- fempass掲載記事

- スマホの中身を覗き見！【長浜みつり編】（2024年10月9日）